# Cary Fowler

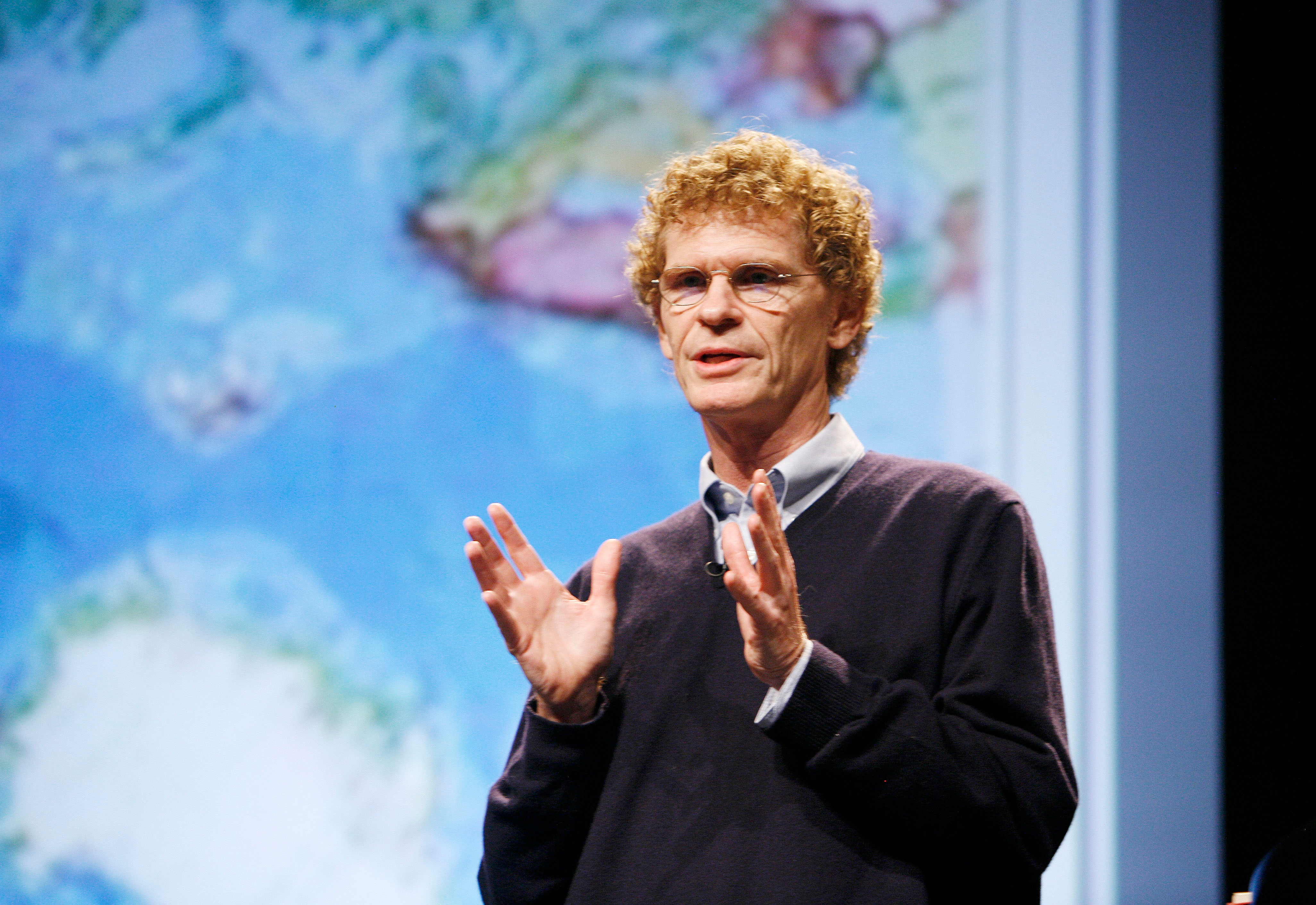

Cary Fowler (sinh năm 1949) là nhà bảo vệ môi trường người Mỹ, đã đoạt Giải thưởng Right Livelihood năm 1985.

## Cuộc đời và Sự nghiệp
Fowler sinh tại Memphis, Tennessee (Hoa Kỳ) năm 1949. Ông theo học trường White Station High School ở Memphis, Tennessee, tốt nghiệp lớp năm 1967.
Fowler đậu bằng cử nhân tại Đại học Simon Fraser ở Canada, và bằng tiến sĩ tại Đại học Uppsala ở Thụy Điển.
Hiện nay ông là giám đốc điều hành của tổ chức Global Crop Diversity Trust, có trụ sở ở Roma, Ý.
Trước đó, Fowler là giáo sư và giám đốc nghiên cứu ở "Phân khoa Nghiên cứu Phát triển & Môi trường Quốc tế"  (Department for International Environment & Development Studies) thuộc Đại học Khoa học Môi trường và Khoa học Sinh học (Universitetet for miljø- og biovitenskap) ở Ås, Na Uy.  
Năm 1985 Fowler đoạt Giải thưởng Right Livelihood chung với Pat Mooney cho công trình nghiên cứu về nông nghiệp và việc bảo tồn Đa dạng sinh học. Năm 2010, ông là một trong số 10 người đoạt Giải Heinz thứ 16 (với sự chú trọng đặc biệt về biến đổi toàn cầu). Tiếp theo việc rất nhiều phương tiện truyền thông chú ý tới Hầm bảo quản hạt giống toàn cầu ở Svalbard. Fowler đã xuất hiện trong một show mới 60 phút của hãng truyền hình CBS và được tạp chí The New Yorker viết bài đăng báo.

## Giải thưởng và Vinh dự
- Giải thưởng Right Livelihood, 1985
- Giải Heinz hàng năm lần thứ 16 (với sự chú trọng đặc biệt về biến đổi toàn cầu), 2010
- Ông được tặng bằng tiến sĩ danh dự luật học của đại học Simon Fraser.

## Tác phẩm
- Carry Fowler et Pat Roy Mooney, Shattering: Food, Politics, and the Loss of Genetic Diversity, University of Arizona Press, 1990, 278 p. (ISBN 978-0816511815)
- Carry Fowler et Pat Roy Mooney, The Threatened Gene: Food, Politics and the Loss of Genetic Diversity, Lutterworth Press, 1991, 280 p. (ISBN 978-0718828301)
- Carry Fowler, Unnatural Selection: Technology, Politics and Plant Evolution, Routledge, 1994, 352 p. (ISBN 978-2881246401)